# Anton Sergejewitsch Sinzow
Anton Sergejewitsch Sinzow (russisch Антон Сергеевич Синцов; * 3. Februar 1985 in Ustinow) ist ein russischer Radrennfahrer.
Sinzow startete in der Saison 2008 fährt er für das serbische Continental Team Centri della Calzatura-Partizan und gewann das italienische Eintagesrennen Gara Ciclistica Milionaira. In den nächsten Jahren beteiligte er sich vermehrt an Mountainbikerennen und gewann 2014 die russische Meisterschaft im Cross Country.

## Erfolge
2008
- Gara Ciclistica Milionaria

2014
- Russischer Meister – MTB-Cross Country

## Teams
- 2008 Centri della Calzatura-Partizan